# Херман IV фон Еверщайн-Поле
Херман IV (VII/VIII) фон Еверщайн-Поле (на немски: Hermann IV (VII/VIII) von Everstein-Polle; * пр. 1374; † между 1413 и 1429) е последният граф на Еверщайн и господар на Поле и Озен в Долна Саксония.
Той е син на граф Ото VI фон Еверщайн-Поле († 25 юли 1373) и съпругата му роднината Агнес фон Хомбург († сл. 1409), дъщеря на Зигфрид фон Хомбург († 1380) и съпругата му фон Хонщайн-Зондерсхаузен, дъщеря на граф Хайнрих V фон Хонщайн-Зондерсхаузен († 1356) и принцеса Матилда фон Брауншвайг-Люнебург и Гьотинген († 1356/1357).
Внук е на граф Херман II фон Еверщайн-Поле († 1350/1353) и съпругата му Аделхайд фон Липе († сл. 1324). Баща му Ото VI фон Еверщайн-Поле загива на 25 юли 1373 г. в битката при Левесте, днес част от Герден в Долна Саксония.

## Фамилия
Херман IV фон Еверщайн-Поле се жени на 1 февруари 1384 г. за Ирмгард фон Валдек (* 1399; † сл. 1408), дъщеря на граф Хайнрих VI фон Валдек († 1397) и Елизабет фон Берг-Юлих († 1397). Те имат децата:
- Ото XII фон Еверщайн-Поле (* 1399; † ок. 1402/22 юни 1405)
- Елизабет фон Еверщайн-Поле (* пр. 1406/1415; † 10 февруари 1468), омъжена 1425 г. за херцог Ото IV фон Брауншайиг-Люнебург Куция († 1445/1446)